# فرانتز يوهانس هانسن
فرانتز جوهانس هانسن (بالدنماركية: F.J. Hansen)‏ هو ملحن وكاتب وشاعر دنماركي، ولد في 4 سبتمبر 1810 في كوبنهاغن في الدنمارك، وتوفي في 14 مارس 1852.